# Georgina Jones
Georgina Jones (* 1. September 1882 in New York City; † 3. September 1955 in Los Angeles) war eine US-amerikanische Tennisspielerin.

## Biografie
Jones ist die Tochter von US-Senator John P. Jones und der künstlerisch interessierten Georgina Sullivan Jones. Durch dieses Interesse motiviert zog sie auch mit ihrer Mutter und Schwester Alice nach Paris, um Gesangsunterricht zu nehmen. Alice Jones heiratete später den Silbermedaillengewinner von 1932 im Kunstwettbewerb Frederick William MacMonnies. Im Jahr 1900 nahm sie an den Olympischen Sommerspielen in Paris am Tenniswettbewerb teil. Im Einzel unterlag sie zum Auftakt Yvonne Prévost deutlich. Im Mixed-Doppel ging sie mit Charles Sands an den Start. Die Paarung verlor ebenfalls in Runde 1. Auch Georginas Schwester Marion Jones, mit der sie zusammen Tennis erlernte, nahm an den Spielen teil und gewann zweimal Bronze.
Später im Leben schloss sich Jones der Vedanta Society an und beschäftigte sich mit hinduistischer Philosophie und wurde fortan Sister Daya genannt. Sie wurde ein enger Anhänger von Swami Paramananda.